# تامی مایسترلو
تامی مایسترلو (انگلیسی: Tommy Maistrello؛ زادهٔ ۲۴ ژوئن ۱۹۹۳) بازیکن فوتبال اهل ایتالیا است.